# Campionati mondiali di ginnastica ritmica 2015
I XXXIV Campionati mondiali di ginnastica ritmica si sono svolti a Stoccarda, in Germania, dal 7 al 13 settembre 2015.

## Qualificazione a Rio de Janeiro 2016
Questa edizione fa da tramite alle Olimpiadi di Rio de Janeiro 2016 concorrendo a determinarne la maggior parte delle qualificate.
Entrando nello specifico, le migliori dieci squadre si qualificano direttamente alle Olimpiadi mentre le restanti migliori sei classificate dovranno disputare un test event pre-olimpico con in palio gli ultimi tre posti disponibili. Dei dieci posti assegnati durante i campionati mondiali, gli ultimi due serviranno eventualmente per garantire la presenza di almeno tre continenti.
Per quanto riguarda le individualiste, si qualificano automaticamente le migliori 15 atlete (massimo due ginnaste per nazione) mentre le restanti 22 dovranno disputare il test event pre-olimpico per l'assegnazione dei posti rimanenti.

## Programma
Orari in UTC+1
- Lunedì 7 settembre

10:00 Qualificazioni individuali cerchio e palla (Gruppi A e B)
14:00 Qualificazioni individuali cerchio e palla (Gruppi C e D)
- Martedì 8 settembre

10:00 Qualificazioni individuali cerchio e palla (Gruppi C e D)
14:00 Qualificazioni individuali cerchio e palla (Gruppi A e B)
19:30 Cerimonia d'apertura
20:00 Finali individuali cerchio e palla
- Mercoledì 9 settembre

10:00 Qualificazioni individuali clavette e nastro (Gruppi D e C)
15:00 Qualificazioni individuali clavette e nastro (Gruppi B e A)
- Giovedì 10 settembre

10:00 Qualificazioni individuali clavette e nastro (Gruppi B e A)
15:00 Qualificazioni individuali clavette e nastro (Gruppi D e C)
20:00 Finali individuali clavette e nastro
- Venerdì 11 settembre

16:00 Concorso generale individuale
19:30 Concorso generale individuale
- Sabato 12 settembre

13:00 Concorso generale a gruppi
19:30 Gala
- Domenica 13 settembre

13:00 Finali a gruppi 5 nastri e 6 clavette + 2 cerchi
14:45 Cerimonia di chiusura

## Podi
| Evento                | Oro | Punti   | Argento | Punti   | Bronzo | Punti   |
| Individuale           | |         | |         | |         |
| Cerchio               | Margarita Mamun                                                                                                  | 18,950  | Aleksandra Soldatova                                                                                             | 18,650  | Hanna Rizatdinova                                                                                               | 18,583  |
| Palla                 | Jana Kudrjavceva                                                                                                 | 19,025  | Margarita Mamun                                                                                                  | 19,000  | Melicina Stanjuta                                                                                               | 18,350  |
| Clavette              | Jana Kudrjavceva                                                                                                 | 19,066  | Aleksandra Soldatova                                                                                             | 18,583  | Hanna Rizatdinova                                                                                               | 18,566  |
| Nastro                | Jana Kudrjavceva                                                                                                 | 18,866  | Margarita Mamun                                                                                                  | 18,850  | Hanna Rizatdinova                                                                                               | 18,383  |
| Completo              | Jana Kudrjavceva                                                                                                 | 75,632  | Margarita Mamun                                                                                                  | 74,766  | Melicina Stanjuta                                                                                               | 72,132  |
| A squadre             | |         | |         | |         |
| Completo              | Russia Jana Kudrjavceva Margarita Mamun Aleksandra Soldatova                                                     | 149,990 | Bielorussia Channa Bažko Aryna Šarapa Kacjaryna Halkina Melicina Stanjuta                                        | 141,314 | Ucraina Viktorija Mazur Hanna Rizatdinova Eleonora Romanova                                                     | 141,196 |
| A gruppi              | |         | |         | |         |
| 5 nastri              | Italia Martina Centofanti Sofia Lodi Alessia Maurelli Marta Pagnini Camilla Patriarca Andreea Stefanescu         | 17,900  | Russia Diana Borisova Dar'ja Kleščëva Anastasija Maksimova Sof'ja Skomoroch Anastasija Tatareva Marija Tolkačëva | 17,850  | Giappone Airi Hatakeyama Mao Kunii Rie Matsubara Sakura Noshitani Sayuri Sugimoto Kiko Yokota                   | 17,366  |
| 6 clavette e 2 cerchi | Russia Diana Borisova Dar'ja Kleščëva Anastasija Maksimova Sof'ja Skomoroch Anastasija Tatareva Marija Tolkačëva | 18,125  | Italia Martina Centofanti Sofia Lodi Alessia Maurelli Marta Pagnini Camilla Patriarca Andreea Stefanescu         | 18,100  | Bulgaria Reneta Kamberova Mihaela Maevska-Veličkova Cvetelina Stojanova Hristijana Todorova Cvetelina Najdenova | 17,866  |
| Completo              | Russia Diana Borisova Dar'ja Kleščëva Anastasija Maksimova Sof'ja Skomoroch Anastasija Tatareva Marija Tolkačëva | 36,266  | Bulgaria Reneta Kamberova Mihaela Maevska-Veličkova Cvetelina Stojanova Hristijana Todorova Cvetelina Najdenova  | 35,583  | Spagna Sandra Aguilar Artemi Gavezou Elena López Lourdes Mohedano Alejandra Quereda                             | 34,900  |

## Medagliere
| Pos.   | Paese       | Oro | Argento | Bronzo | Totale |
| ------ | ----------- | --- | ------- | ------ | ------ |
| 1      | Russia      | 8   | 6       | 0      | 14     |
| 2      | Italia      | 1   | 1       | 0      | 2      |
| 3      | Bielorussia | 0   | 1       | 2      | 3      |
| 4      | Bulgaria    | 0   | 1       | 1      | 2      |
| 5      | Ucraina     | 0   | 0       | 4      | 4      |
| 6      | Giappone    | 0   | 0       | 1      | 1      |
| 6      | Spagna      | 0   | 0       | 1      | 1      |
| Totale | Totale      | 9   | 9       | 9      | 27     |